# Жар (фильм, 1986)
«Жар» (англ. Slow Burn) — кинофильм 1986 года, главную роль в котором исполнил Эрик Робертс, а одну из ролей второго плана сыграл Джонни Депп.

## Сюжет
Джейкоб Эш (Эрик Робертс) нанят Джеральдом Макмерти, чтобы отыскать его бывшую жену и сына. Джейкоб находит Лэйна и подростка по имени Донни, который может или, возможно, не является сыном Джеральда. Однако Джейкоб также вынужден столкнуться с запутанной сетью обмана и предательства. Он берёт дело на себя, чтобы распутать тайну и узнать, кто убивает невинных людей.

## В главных ролях
| Актёр             | Роль              |
| ----------------- | ----------------- |
| Эрик Робертс      | Джейкоб Эш        |
| Беверли Д’Анджело | Лэн Флейшер       |
| Энн Шедин         | Мона              |
| Джонни Депп       | Донни Флейшер     |
| Генри Гибсон      | Роберт            |
| Дэн Хедайя        | Симон Флейшер     |
| Деннис Липском    | Рон Макдональд    |
| Рэймонд Дж. Барри | Джеральд Макмерти |
| Эдвард Банкер     | Джордж            |